# The World's End
The World's End (tạm dịch: Tận cùng thế giới) là một bộ phim hài khoa học viễn tưởng năm 2013 của đạo diễn Edgar Wright, do Wright và Simon Pegg biên kịch, với sự tham gia diễn xuất của Pegg, Nick Frost, Paddy Considine, Martin Freeman, Eddie Marsan cùng Rosamund Pike. Phim theo chân năm người bạn phát hiện ra một âm mưu xâm chiếm Trái Đất của người ngoài hành tinh tại thành phố cũ của họ, ngay lúc cả nhóm đang thực hiện một chuyến hành trình "nhậu nhẹt" xuyên 12 quán rượu.
Wright đã mô tả bộ phim là tác phẩm khoa học viễn tưởng xã hội dựa theo truyền thống của John Wyndham và Samuel Youd (John Christopher). Đây là phần phim thứ ba, đồng thời cũng là phần cuối cùng trong bộ ba Three Flavors Cornetto, sau Shaun of the Dead (2004) và Hot Fuzz (2007). The World's End do Relativity Media, StudioCanal, Big Talk Productions và Working Title Films đồng sản xuất. Phim đã thu về 46,1 triệu USD so với kinh phí bỏ ra là 20 triệu USD.

## Nội dung
Gary King là một gã bợm rượu bốn mươi tuổi, vẫn giữ nguyên tư duy và tính cách của lứa tuổi thiếu niên, trong khi bốn người bạn thời thơ ấu của anh, Peter, Oliver, Steven và Andy, đều đã trưởng thành, và mỗi người trong số họ đều có mối quan hệ lạnh nhạt với Gary. Một ngày nọ, Gary khi cố gắng tìm lại những năm tháng tuổi trẻ huy hoàng của mình, đã thuyết phục thành công bốn người bạn để hoàn thành "Dặm vàng", một hành trình "nhậu nhẹt" xuyên 12 quán rượu ở quê hương Newton Haven, kết thúc ở quán Tận cùng thế giới. Nhóm đã cố gắng thực hiện cuộc hành trình khi còn ở tuổi thanh thiếu niên, nhưng lại không chinh phục được ba quán rượu cuối cùng. Andy, giờ là một người theo chủ nghĩa bài rượu do gặp tai nạn khi say xỉn trong nhiều năm trước, đồng ý tham gia cùng họ dù không thoải mái lắm với ý tưởng này.
Cuộc hành trình bắt đầu, và trong quán rượu thứ hai, nhóm có thêm thành viên mới là Sam, em gái của Oliver, người mà Gary và Steven từng cố gắng cưa đổ khi còn ở trường. Kể từ khi cuộc hành trình bắt đầu, cư dân thị trấn tỏ ra khắc kỷ một cách kỳ lạ và dường như không ai nhận ra sự hiện diện của nhóm. Trong nhà vệ sinh của quán rượu thứ tư, Gary đánh nhau với một thiếu niên và đánh gục cậu ta, rồi nhận ra rằng cậu ta là một người máy. Gary cùng bạn anh chiến đấu với những thành viên còn lại trong băng nhóm của cậu thiếu niên, tất cả cũng đều là người máy. Cả nhóm nhận ra rằng toàn bộ cư dân của thị trấn đã bị thay thế bằng các android, mà sau này họ gọi là "khoảng trống". Trong cú sốc, Andy từ bỏ lối sống căng thẳng của mình và quyết định chìm trong thoát loạn.
Mặc dù nhận ra điều này, Gary vẫn yêu cầu những người khác đi đến các quán rượu tiếp theo, để không làm bọn android dấy lên nghi ngờ. Sau đó, họ phát hiện ra rằng người ngoài hành tinh có ý định xây dựng một tập đoàn liên thiên hà thịnh vượng và định bắt tay với loài người, nhưng nếu bất kỳ ai chống đối, thì chúng sẽ thay thế họ bằng "khoảng trống".
Oliver được cho là đã bị người ngoài hành tinh thay thế, còn Peter thì bị bắt đi. Mặc dù vậy, Gary vẫn quyết tâm hoàn thành việc cuộc hành trình, vì anh tin rằng đó là tất cả những gì mà anh còn sót lại. Andy đành phải bỏ mặc Steven khi đám khoảng trống tấn công họ, rồi đuổi theo Gary đến quán rượu cuối cùng. Tại Tận cùng thế giới, Andy đối mặt với Gary và cả hai bắt đầu đánh nhau; trong lúc giằng co, Andy tiết lộ cuộc hôn nhân của anh đang gặp khó khăn và tay áo của Gary bị xé toạc, để lộ miếng băng được dán sau một lần tự sát bất thành. Andy cố gắng ngăn Gary rót ly bia cuối cùng, nhưng Gary nói rằng anh muốn hoàn thành Dặm vàng do cảm thấy rằng anh không thể nào, và không bao giờ làm được bất cứ điều gì trong cuộc sống.
Khi Gary kéo cần gạt để rót bia, thì cả khu vực mà anh đứng bỗng nhiên hạ xuống một căn phòng ẩn. Một thực thể ngoài hành tinh kỳ quái, được gọi là Mạng lưới, nói với họ rằng cuộc xâm lăng này là nhân tố đứng sau hàng loạt tiến bộ công nghệ viễn thông trong những thập kỷ gần đây, xem nó là bước đầu tiên để gia nhập cộng đồng thiên hà. Nếu Gary đồng ý trở thành một khoảng trống, thì anh sẽ có được một tuổi trẻ vĩnh hằng, nhưng Gary đã từ chối. Cùng với Andy và Steven, những người đã sống sót sau cuộc tấn công của bọn khoảng trống, Gary tranh cãi nảy lửa với Mạng lưới, chỉ ra sự chuyên chế trong kế hoạch của chúng và cho rằng nhân loại phải tự quyết định vận mạng của chính mình. Cuối cùng, Mạng lưới trở nên bực tức và quyết định từ bỏ cuộc xâm lược. Điều đó làm một xung hạt nhân xuất hiện và lan ra cả thị trấn, nhưng Sam lái xe đến đúng lúc rồi chở cả nhóm ra khỏi Newton Haven trước khi nó bị phá hủy.
Một thời gian sau, sự hủy diệt của Newton Haven đã kích hoạt một xung điện từ, phá hủy toàn bộ nguồn điện trên Trái Đất, đưa nhân loại trở lại Thời kỳ Tăm tối. Những khoảng trống còn lại đã được tái kích hoạt, nhưng chúng sống vật vờ và vô hồn vì thiếu đi Mạng lưới. Cuộc hôn nhân của Andy đã trở lại bình thường, Steven đang có mối quan hệ tình cảm với Sam, còn khoảng trống của Peter và Oliver thì trở lại cuộc sống trước đây của họ. Trong đống đổ nát của Newton Haven, Gary (giờ đây đã tỉnh táo) bước vào một quán rượu cùng với các khoảng trống (mô phỏng từ những người bạn của anh lúc trẻ) và gọi nước uống. Khi người pha chế từ chối phục vụ cho khoảng trống, thì Gary cùng những người bạn mới của mình tức khắc tham gia vào một cuộc ẩu đả.

## Diễn viên
- Simon Pegg vai Gary King
  - Thomas Law vai Gary trẻ
- Nick Frost vai Andy Knightley
  - Zachary Bailess vai young Andy trẻ
- Paddy Considine vai Steven Prince
  - Jasper Levine vai Steven trẻ
- Martin Freeman vai Oliver "O-Man" Chamberlain
  - Luke Bromley vai Oliver trẻ
- Eddie Marsan vai Peter Page
  - James Tarpey vai Peter trẻ
- Rosamund Pike vai Sam Chamberlain
  - Flora Slorach vai Sam trẻ
- Pierce Brosnan vai Guy Shepherd
- Bill Nighy (lồng tiếng) vai Mạng lưới
- David Bradley vai "Mad" Basil
- Darren Boyd vai Shane Hawkins
  - Richard Hadfield vai Shane trẻ
- Michael Smiley vai Trevor "The Reverend" Green
- Reece Shearsmith vai Cộng tác viên #1
- Nicholas Burns vai Cộng tác viên #2
- Steve Oram vai Cảnh sát lái môtô
- Sophie Evans vai Becky Salt
- Samantha White vai Erika Leekes
- Rose Reynolds vai Tracy Benson
- Kelly Franklin vai Kelly
  - Francesca Reidie vai Kelly trẻ
- Stacey Franklin vai Stacey
  - Charlotte Reidie vai Stacey trẻ
- Alex Austin vai Pale Young Man
- Jonathan Aris vai Group Leader
- Jenny Bede vai Fitness Instructor
- Angie Wallis vai Vợ của Peter
- Paul Bentall vai bố của Peter
- Richard Graham vai Head Builder
- Alice Lowe vai Người phụ nữ trẻ tuổi
- Rafe Spall vai Người đàn ông trẻ tuổi
- Leo Thompson vai Felicity
- Julia Deakin vai B&B Landlady
- Greg Townley vai Greg
- Sebastian Zaniesienko vai Seb
- Luke Scott vai Luke
- Tyler Dobbs vai Tyler
- Samuel Mak vai Sam
- Teddy Kempner vai Chủ quán rượu số 1
- Mark Kempner vai Chủ quán rượu số 2
- Nick Holder vai Chủ quán rượu số 3
- Paul Kennington vai Chủ quán rượu số 4
- Mike Sarne vai Chủ quán rượu số 5
- Mark Heap vai Chủ quán rượu số 6
- Ken Bones vai Chủ quán rượu số 7
- James Granstrom vai Adrian Keane
- Gabe Cronnelly vai Người đàn ông trên lầu
- Patricia Franklin vai Người phụ nữ trên lầu
- Mark Donovan vai Big Ugly Bastard #1
- Ricky Champ vai Big Ugly Bastard #2
- Garth Jennings (không được ghi danh) vai Người đàn ông ở quán rượu thứ 5[7]
- Peter Serafinowicz (không được ghi danh) vai Chủ của ngôi nhà bị gõ cửa chơi khăm

## Phát triển
Xuất phát điểm của The World's End là một kịch bản phim có tựa đề Crawl, kể về một nhóm thanh thiếu niên thực hiện một cuộc rượu chè la cà; nó được viết bởi Edgar Wright khi anh 21 tuổi. Vị đạo diễn nhận ra rằng ý tưởng có thể được thực hiện với các nhân vật người lớn để ghi lại "cảm giác buồn vui xen lẫn khi trở về quê hương và cảm thấy rằng nó giống như một nơi xa lạ". Wright cho biết anh muốn châm biếm "thương hiệu đồng nhất kỳ lạ trở nên giống như một loại virus", giải thích rằng: "Điều này không chỉ trải dài đến các quán rượu, mà còn là ở các quán cà phê và nhà hàng. Nếu bạn sống ở một thị trấn nhỏ và bạn chuyển đến Luân Đôn, điều mà tôi đã làm khi tôi 20 tuổi, rồi khi bạn đi đến những thị trấn nhỏ khác ở Anh, bạn sẽ thốt lên rằng 'trời ơi, tất cả chúng đều giống nhau!' Cũng giống như Bodysnatchers vậy: những thị trấn của chúng ta quả thật đang chết dần đi."
Trong một cuộc phỏng vấn với Entertainment Weekly, Pegg nói với Clark Collis rằng "Mọi người nghĩ rằng mỗi lần làm phim chúng tôi sẽ chọn thể loại trước, nhưng mà không phải thế, chúng tôi tìm ra câu chuyện trước. Khái niệm rời xa quê hương của bạn đã dẫn đến kết luận (theo nghĩa đen), rằng đó là cách chúng ta đến với khoa học viễn tưởng."
Sau khi câu chuyện hoàn thành, Wright và Pegg khảo sát các địa điểm trong danh sách quán rượu có thật và "cố gắng biến chúng thành những lá bài tarot" để báo trước các sự kiện sẽ xảy ra trong câu chuyện. Wright giải thích: "Vì vậy, chúng tôi nói, 'Được rồi, đây là quán Con gà trống nổi danh, bởi vì đây là nơi Gary đang cố gắng nâng cao tầm quan trọng của bản thân.'... Chúng tôi đã xem qua và tìm hiểu từng thứ một về cách mà các biển hiệu quán rượu liên kết với nhau".

## Sản xuất

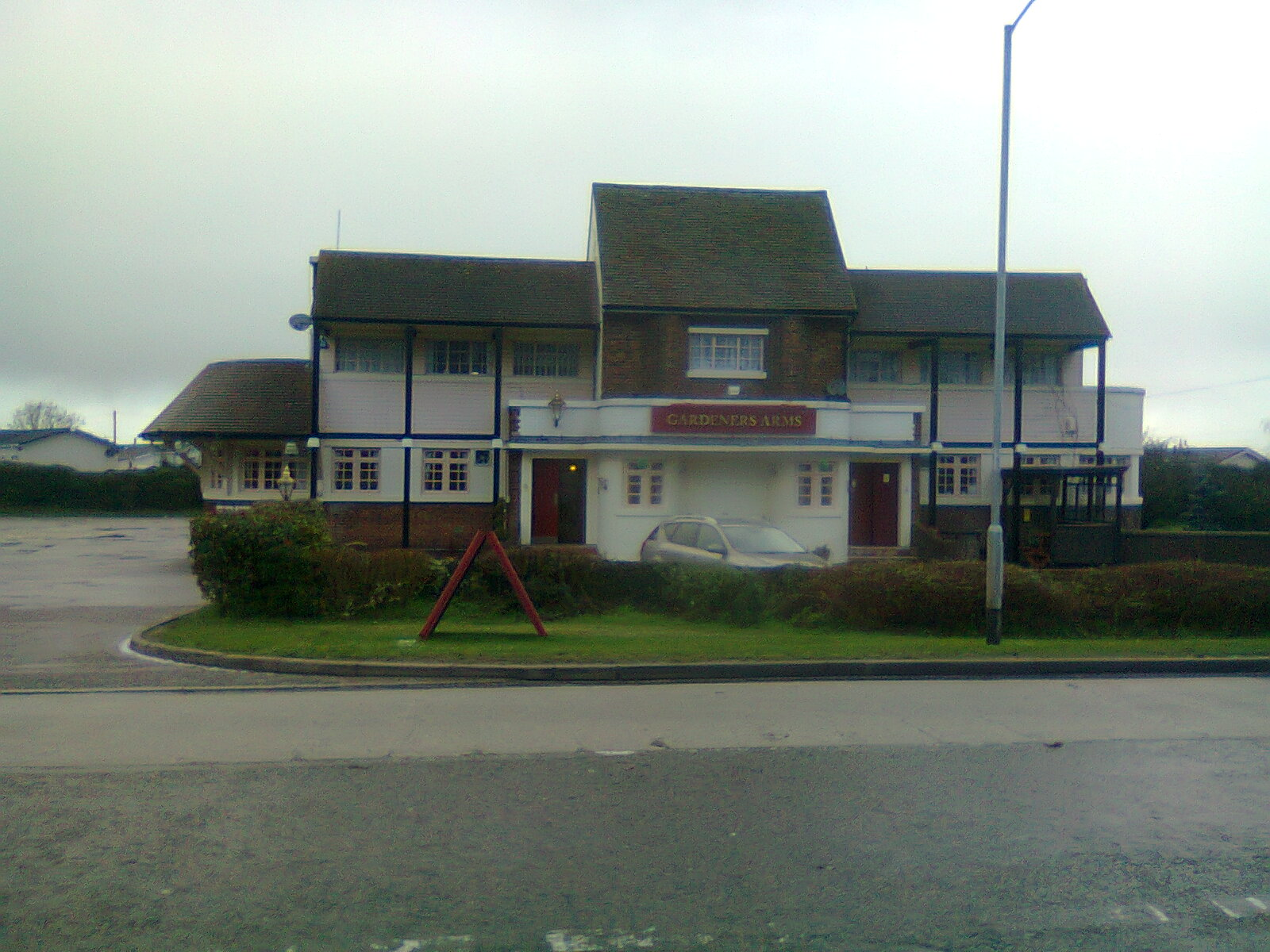
Quán rượu Gardeners Arms ở ranh giới Letchworth được sử dụng làm địa điểm quay cho quán rượu cuối cùng ở trong phim, Tận cùng thế giới

Quá trình quay phim chính bắt đầu vào ngày 28 tháng 9 năm 2012, diễn ra ở Hertfordshire, tại Elstree Studios, Letchworth Garden City, và Welwyn Garden City. Một phân đoạn của phim cũng được quay tại nhà ga High Wycombe, Buckinghamshire.
Tất cả mười hai quán rượu trong phim đều sử dụng bảng chỉ dẫn giống hệt nhau trên thực đơn và tường, phản ánh cái mà Wright gọi là "thứ phấn viết tay giả" thường thấy ở các quán rượu hiện đại ở Anh. Phía bên ngoài các quán rượu thật được quay tại các địa điểm ở Welwyn Garden City và Letchworth Garden City, trong đó các biển hiệu đã được thay đổi. Nhà ga Letchworth Garden City được tân trang thành quán "Cái lỗ ở trên tường". Những pha hành động nguy hiểm được chỉ đạo bởi Brad Allen thuộc nhóm của đạo diễn phim chưởng Thành Long, "Trong Túy quyền, Thành Long đã phải say xỉn để chiến đấu, nhưng đây là ý tưởng về lòng dũng cảm của người Hà Lan. Bạn biết đấy, khi bạn hơi say và bạn nghĩ rằng 'à, mình có thể leo lên giàn giáo đó!', hay chỉ đơn giản là bạn không cảm nhận được nỗi đau. Một trong những điều chúng tôi đã nhắc đến, chính là ý tưởng này cho rằng [các nhân vật] đánh nhau giỏi hơn khi họ trở nên lem luốc hơn."
Rạp chiếu phim Broadway, Letchworth, một rạp chiếu phim độc lập đã được tân trang và xây dựng theo phong cách Art Deco tinh túy vào những năm 1930, được sử dụng để khắc hoạ hình ảnh quán rượu Nàng tiên cá. Rạp chiếu phim này cũng là rạp chiếu phim đầu tiên bên ngoài Luân Đôn trình chiếu bộ phim, với phần giới thiệu đặc biệt của Pegg nhằm cảm ơn cư dân của Letchworth đã giúp đỡ họ trong quá trình thực hiện; hơn 800 khán giả đã xem bộ phim tại rạp vào đêm ra mắt.

## Nhạc phim
Bộ phim sử dụng thứ mà Kyle Smith của tờ New York Post gọi là "bản soundtrack Madchester hào nhoáng", cùng với alternative rock và bản nhạc pop trong trường đoạn thời niên thiếu của các nhân vật. Wright giải thích: "Rất nhiều bài hát trong số đó đã thật sự đánh gục tôi và Simon khi chúng tôi còn ở độ tuổi đó... [Gary] vẫn đang sống theo những quy tắc đó. Giống như việc anh ấy quyết định chọn 'Loaded' và 'I'm Free' để gắn liền với trái tim của mình và nghĩ rằng bữa tiệc sẽ không bao giờ kết thúc."
Soundtrack của phim được phát hành vào ngày 5 tháng 8 năm 2013 tại Anh và 20 tháng 8 năm 2013 tại Hoa Kỳ, với phần nhạc nền được soạn bởi Steven Price, được phát hành vào cùng một ngày.
Những bài hát duy nhất trong phim không được đưa vào soundtrack là "The Only One I Know", "Summer's Magic" và "The Only Rhyme That Bites" của The Charlatans, Mark Summers và 808 State. Phiên bản "20 Seconds To Comply" ở trong phim là bản kết hợp từ album "Bring Down The Walls No Limit Squad Returns" của Silver Bullet, mặc dù đã được chỉnh sửa để xóa các đoạn hội thoại khỏi RoboCop. Trong album nhạc phim, nó được thay thế bằng bản mix Bomb Squad (một lần nữa được biên tập lại để loại bỏ các đoạn hội thoại). Bản soundtrack gốc chứa cả khúc "No Opportunity Necessary, No Experience Needed" của Yes khi các nhân vật lúc còn trẻ bước lên ngọn đồi.

### Danh sách
Ngoài các bài hát trong phim, album còn có các trích đoạn hội thoại. Dưới đây là danh sách bản nhạc của soundtrack:
1. "Loaded" (chỉnh sửa đơn) – Primal Scream (4:21)
2. "There's No Other Way" – Blur (3:19)
3. Dialogue: "I Put This On a Tape for You" – Simon Pegg và Paddy Considine (0:09)
4. "I'm Free" – The Soup Dragons (3:50)
5. "Step On" – Happy Mondays (5:14) [phiên bản bổ sung chất lượng cao]
6. Dialogue: "Was The Music Too Loud?" – Steve Oram và Simon Pegg (0:04) [phiên bản bổ sung chất lượng cao]
7. "So Young" – Suede (3:37)
8. "Old Red Eyes Is Back" – The Beautiful South (3:32) [phiên bản bổ sung chất lượng cao]
9. Dialogue: "A Humble Taproom" – Simon Pegg và Nick Frost (0:15) [Deluxe version bonus track]
10. "Come Home" (Flood mix) – James (3:53) [phiên bản bổ sung chất lượng cao]
11. "Do You Remember the First Time?" – Pulp (4:22)
12. Dialogue: "Welcome" – Simon Pegg (0:04)
13. "What You Do to Me" – Teenage Fanclub (1:57)
14. "Fools Gold" (chỉnh sửa đơn) – The Stone Roses (4:15)
15. "Get a Life" – Soul II Soul (3:36)
16. Dialogue: "We Have Changed" – Nick Frost (0:07)
17. "This Is How It Feels" – Inspiral Carpets (3:10) [phiên bản bổ sung chất lượng cao]
18. "Alabama Song (Whisky Bar)" – The Doors (3:16)
19. "Wear Your Love Like Heaven" – Definition of Sound (3:43)
20. Dialogue: "This Is What the Kids Want" – Simon Pegg và Martin Freeman (0:07)
21. "Step Back in Time" – Kylie Minogue (3:04) [phiên bản bổ sung chất lượng cao]
22. "Join Our Club" – Saint Etienne (3:15)
23. "Here's Where the Story Ends" – The Sundays (3:52)
24. Dialogue: "I Hate This Town" – Nick Frost (0:04)
25. "20 Seconds to Comply" (World's End Bomb Squad) – Silver Bullet (4:35)
26. "This Corrosion" (chỉnh sửa đơn) – The Sisters of Mercy (4:21)
27. "Happy Hour" – The Housemartins (2:21)
28. Dialogue: "Let's Boo Boo" – Simon Pegg và Paddy Considine (0:24)

## Phát hành

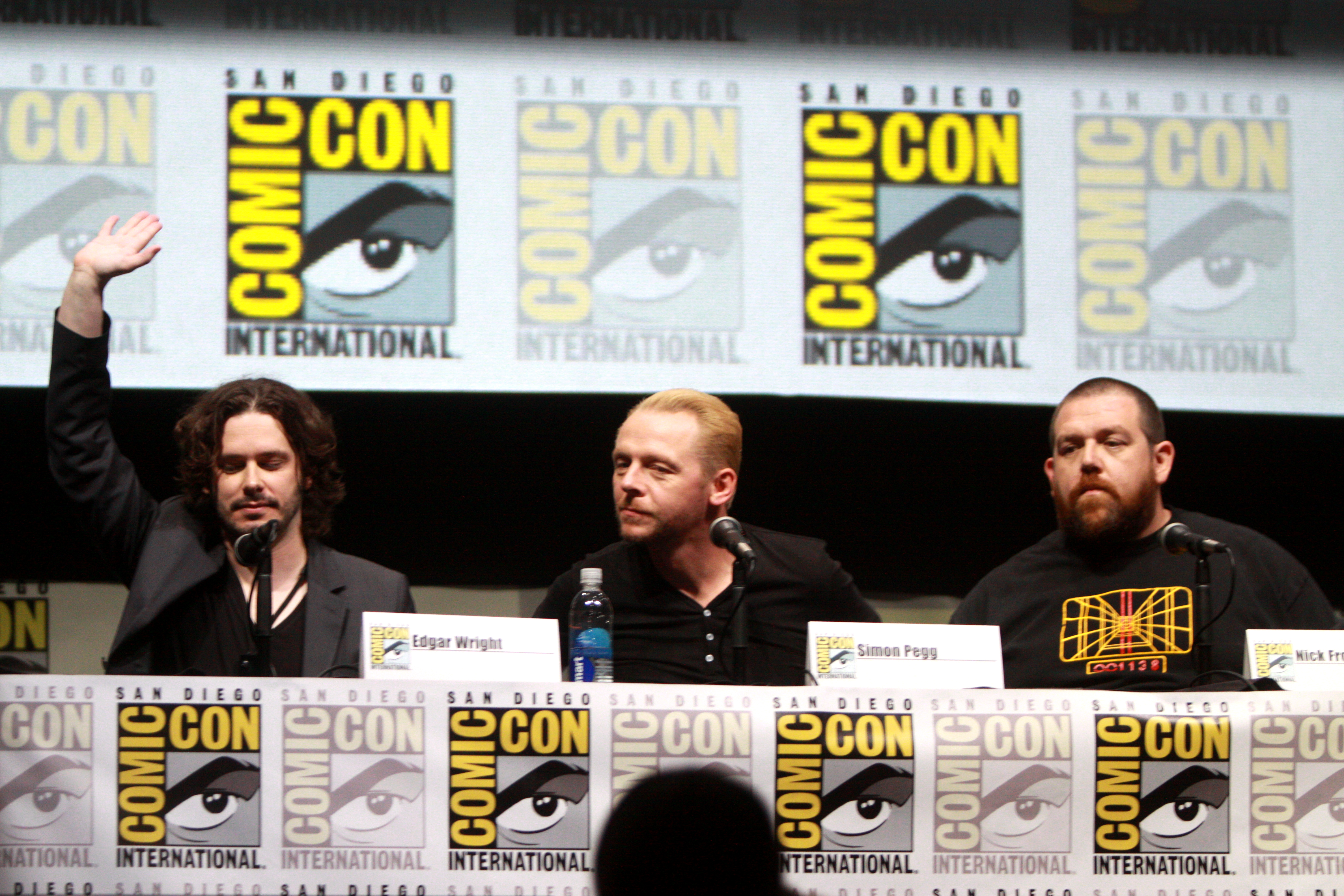
Edgar Wright, Simon Pegg và Nick Frost tại hội nghị San Diego Comic-Con

The World's End được công chiếu vào ngày 10 tháng 7 năm 2013 tại Quảng trường Leicester ở Luân Đôn và được phát hành vào ngày 19 tháng 7 năm 2013 tại Vương quốc Anh. Phim ra rạp tại Hoa Kỳ vào ngày 23 tháng 8 năm 2013.

## Đón nhận

### Doanh thu
The World's End đã thu về 2.122.288 bảng Anh trong tuần ra mắt tại Vương quốc Anh, nhưng để vị trí đầu bảng rơi vào tay Monsters University. Doanh thu cuối tuần của phim cao hơn 1,6 triệu bảng của Shaun of the Dead nhưng thấp hơn 5,4 triệu bảng của Hot Fuzz.
Tại Hoa Kỳ, tác phẩm được phát hành vào ngày 23 tháng 8 và thu về 3,5 triệu USD trong ngày đầu công chiếu, vượt mặt The Mortal Instruments: City of Bones và You're Next. The World's End cũng có mức doanh thu trung bình trên mỗi rạp cao nhất trong số tất cả các bộ phim chiếu tại các rạp trên toàn quốc vào ngày khởi chiếu. Vào cuối tuần công chiếu, bộ phim đã giành hạng tư với 8.790.237 USD, xếp sau Lee Daniels' The Butler, Gia đình bá đạo và The Mortal Instruments: City of Bones. Con số này đã vượt quá mong đợi, từ 7 triệu USD đến 8,5 triệu USD, và tổng số tiền mang về trong dịp cuối tuần mở màn của The World's End là cao nhất trong tất cả các phim thuộc Bộ ba Cornetto.

### Đánh giá chuyên môn
Trang tổng hợp đánh giá Rotten Tomatoes cho bộ phim tỉ lệ đồng thuận 89% với điểm trung bình có trọng số là 7,44/10, dựa trên 240 bài đánh giá. Các nhà phê bình trên trang web đồng thuận: "Liều lĩnh và chân thành, bộ phim hài về ngày tận thế của Edgar Wright, The World's End được hưởng lợi từ Simon Pegg và Nick Frost, với rất rất nhiều diễn viên phụ tham gia." Trên Metacritic, bộ phim có điểm trung bình là 81 trên 100, dựa trên 45 nhà phê bình, đồng nghĩa với "đa số là lời khen". Khán giả do CinemaScore thăm dò đã cho tác phẩm điểm "B+" trên thang điểm từ A+ đến F.
Chris Nashawaty của Entertainment Weekly đã cho The World's End điểm B+, ca ngợi bộ phim "vui nhộn" và là sự hợp tác "tuyệt nhất" của Wright, Pegg và Frost, nói rằng "những chàng Peter Pans hào hoa này cũng biết cách vận hành trái tim và khối óc cho trận cười đau bụng... mặc dù cái kết hơi xập xệ và ngớ ngẩn. Nhưng bạn mong chờ điều gì hơn sau chục ly bia?"
Mark Dinning thuộc tạp chí Empire đã đánh giá tác phẩm 4 trên 5 sao, viết: "Dũng cảm từ chối tuân theo một cách cứng nhắc một công thức đã quá thành công, phần cuối của Bộ ba Cornetto của Wright, Pegg và Frost có những thay đổi về âm sắc mà bạn sẽ không ngờ tới, nhưng cùng một nhịp đập trái tim bạn đã từng khao khát."
Cây bút Henry Barnes của The Guardian đã cho bộ phim 4 trên 5 sao, viết: "Với phần phim cuối cùng này, họ đã chậm lại một chút, trưởng thành hơn rất nhiều. Và đã giữ được sự tráng lệ cho đến tận phút chót."
Keith Uhlich của Time Out New York đã gọi The World's End là bộ phim hay thứ chín trong năm 2013, ca ngợi "bức chân dung vui nhộn và đau lòng của Pegg về những kẻ vô công rồi nghề trở nên già cỗi".

## Thành tựu
The World's End đã nhận được hai đề cử tại Giải Lựa chọn của giới phê bình điện ảnh cho hạng mục Nam diễn viên chính phim hài xuất sắc nhất (cho Simon Pegg) cùng Phim hài hay nhất, nhưng lần lượt để thua Leonardo DiCaprio và American Hustle.
Phim đã giành giải Phim Anh hay nhất tại Lễ trao giải Empire lần thứ 19 được tổ chức tại Luân Đôn vào tháng 3 năm 2014.
Tác phẩm nhận được đề cử tại ba hạng mục ở Lễ trao giải Saturn lần thứ 40: Phim quốc tế hay nhất, Kịch bản hay nhất và Nam diễn viên chính xuất sắc nhất cho Pegg.